# Juan Crooke y Navarrot
Juan Bautista Crooke y Navarrot (Màlaga, 20 d'abril de 1829 - Madrid, 2 de maig de 1904) fou un aristòcrata, diplomàtic i arqueòleg espanyol, membre de la Reial Acadèmia de la Història.

## Biografia
Era fill de Miguel Crooke y Benítez de Castañeda i Margarita Navarrot y Martínez. Es va casar amb Adelaida de Guzmán y Caballero, XXIV Comtessa de Valencia de Don Juan i membre de l'Orde de les Dames Nobles de la Reina Maria Lluïsa. La seva filla, Adelaida Crooke y Guzmán, es va casar amb el polític Guillermo Joaquín de Osma y Scull i va ser pintora.
Fou gentilhome de cambra amb exercici dels reis Alfons XII i Alfons XIII i guardonat, entre d'altres, amb gran creu de l'Orde de Carles III, comanador de nombre de l'Orde d'Isabel la Catòlica, gran oficial de la Legió d'Honor, comanador de l'Orde de Crist i de l'Orde de Francesc I. Cavaller de l'Orde de Sant Joan de Jerusalem i de l'Orde del Lleó Neerlandès. També fou soci de la Reial Acadèmia d'Arqueologia de Bèlgica i de la Societat d'Antiquaris de Londres.
Treballà com a diplomàtic i arribà a primer secretari d'ambaixada. Alhora fou director de la Reial Armeria, i se n'encarregà d'augmentar la seva dotació i de la seva catalogació. El 1901 va ingressar a la Reial Acadèmia de la Història.

## Obres
- Catálogo histórico-descriptivo de la Real Armería de Madrid (1898)
- Guía Palaciana y Tapices de la Corona de España.